# Aline Barros
Aline Kistenmacker Barros dos Santos MT • MmPE (Rio de Janeiro, 7 de outubro de 1976) é uma cantora, compositora e pastora brasileira. Considerada uma das maiores cantoras de música cristã do Brasil, sendo certificada pela ABPD com vários discos de ouro, platina e diamante. Ganhou por 8 vezes o Grammy de Melhor Álbum de Música Gospel.

## Biografia
Aline nasceu e cresceu no bairro da Penha, no subúrbio carioca. Aline é filha de Ronaldo Barros e Sandra Kistenmacker Barros, ambos pastores evangélicos. Aline tem um irmão mais novo, chamado Rafael Kistenmacker Barros.
Aos nove anos Aline já acompanhava o pai no ministério de louvor de uma igreja evangélica do bairro da Vila da Penha. Logo a cantora passou a fazer parte da equipe de louvor, participando de algumas gravações, sendo que a primeira foi "Tua Palavra", quando tinha 14 anos, e a música ficou quarenta e cinco dias na parada de sucessos das rádios evangélicas da cidade.
Aline se formou em biologia marinha em 1996 pela Universidade Federal do Rio de Janeiro, mas não exerceu a profissão.
É casada desde 2000 com o ex-jogador de futebol, e agora pastor, Gilmar dos Santos, com quem tem dois filhos, Nícolas Barros dos Santos e Maria Catherine Barros dos Santos. A família congrega na Comunidade Evangélica Internacional Zona Sul, localizada no bairro do Flamengo.

## Carreira
Aline já foi indicada a onze indicações de "Melhor Álbum de Música Cristã em Língua Portuguesa", ganhando em oito delas e a três de língua espanhola no Grammy Latino [carece de fontes?]. Aline cantou com cantores estrangeiros de música cristã, como Paul Wilbur, Don Moen, Ron Kenoly, Michael W. Smith, entre outros. Aline Barros já compôs canções de sucesso com vários nomes da música gospel, como Luiz Arcanjo, Davi Sacer, Anderson Freire, Fernandinho, dentre outros. Em fevereiro de 2013, a cantora foi citada pelo jornal norte-americano The New York Times, citando que "cantores protestantes também tem milhares de fãs, como Aline Barros, uma cantora ganhadora do Grammy, com quase um milhão de seguidores no Twitter". No mesmo ano a revista Billboard divulgou o ranking dos artistas mais ativos em sites das redes sociais mais importantes do mundo, sendo também citada pela revista Forbes como um dos 100 brasileiros mais influentes de 2013. No "Top50 Social Billboard", Aline Barros ocupou o trigésimo segundo lugar em popularidade, sendo a única brasileira a aparecer na pesquisa.

### 1992-2002: Xou da Xuxa, Sem Limites, Voz do Coração, Consagração, Canções de Natal, O Poder do Teu Amor e Jesus Vida Verão
Aline Começou sua carreira em 1992 participando do EP A Turma do Dudão Chegou, ganhando fama em 1994, quando lançou a música "Consagração" (do álbum Tempo de Adoração, em conjunto a uma igreja evangélica do bairro de Vila da Penha, que ficou em primeiro lugar por nove meses nas rádios evangélicas do Brasil. Em consequência do sucesso, Aline participou no extinto Xuxa Park da apresentadora e cantora Xuxa, a primeira apresentação de música cristã ao vivo na Rede Globo.
Em 1995, Aline Barros lançou Sem Limites, seu álbum de estreia, produzido por Ricardo Feghali e Cleberson Horsth. O disco trouxe composições de vários cantores conhecidos no segmento, como Marquinhos Gomes. Aline foi novamente ao programa da Xuxa, onde gravaram a música "Crer para Ver" para um especial de Natal com o mesmo nome.
Já as premiações nacionais são o Troféu FM 105, de 1995, vencedora na categoria de "Melhor Cantora Revelação", o Troféu Imprensa do SBT nos anos 1995, 1998 e 2014, Aline foi indicada na categoria de "Melhor Música Evangélica" com Consagração, "Cantora Evangélica Revelação", "Melhor Música Evangélica" com Corra para os braços do pai e o de "Melhor Cantora"; Aline Barros ganhou no extinto Troféu Talento entre os anos de 1996 a 2009, dez de onze categorias; no Troféu Promessas da TV Globo entre 2011 e 2013, Aline apenas ganhou na categoria de "Melhor Cantora" e no Prêmio da Música Digital a cantora foi indicada na "Categoria Venda" com a música "Sonda-me, Usa-me".
Em 1997 grava seu segundo CD, Voz do Coração (álbum de Aline Barros)[carece de fontes?] e, em dezembro de 1998, lança um EP chamado Canções de Natal. Em outubro de 1999, foi distribuído Bom é ser criança, o primeiro álbum dedicado ao público infantil de Aline, e que deu nome a um programa infantil da CNT, apresentado pela cantora entre 2001 e 2003. Em julho de 2000, chegou às lojas a coletânea Millennium, produzido pela Indie Records e distribuído pela Universal Music com canções da artista. E em dezembro de 2000, lançou a obra O Poder do Teu Amor, que vendeu mais de trezentas mil cópias e considerado pela crítica especializada como o melhor disco já gravado por Aline. Em novembro de 2001, lança uma coletânea romântica, com título Eterno Amor. Em dezembro do mesmo ano, lança Mensagem de Paz, com a participação de Cid Moreira. Em maio de 2002 lançou Bom é ser criança vol. 2.
No ano de 2002, Aline Barros gravou seu primeiro álbum de vídeo, no evento Jesus Vida Verão, realizado todos os anos na Praia da Costa, em Vila Velha, no Espírito Santo para um público de cinquenta mil pessoas. Com quatorze faixas, foram selecionadas as melhores canções de todos os seus álbuns anteriores.

### 2003-2008: Fruto de Amor, Grammy Latino, Contrato com a MK, Som de Adoradores e Caminho de Milagres
Em 2003, logo após o nascimento do seu filho, a cantora teve problemas em suas pregas vocais. Entretanto conseguiu gravar Fruto de Amor, que foi vencedor do Grammy Latino daquele ano na categoria Melhor Álbum de Música Cristã. Além disso, vendeu mais de trezentas mil cópias e foi o último álbum da cantora na AB Records. Nele há uma participação de PG, na época vocalista do Oficina G3 na canção "Cantarei desse Amor".
Em 4 de março de 2004, Aline Barros fechou um contrato com a gravadora MK Music e lançou seu primeiro disco de carreira ao vivo, Som de Adoradores. A obra, produzida por Rogério Vieira e Kleber Lucas trouxe composições de Alda Célia, Emerson Pinheiro, Eyshila, entre outros. Foi o álbum mais bem vendido da cantora, recebendo a certificação de disco de diamante da ABPD em 2007 e uma indicação ao Grammy Latino. Em 5 de abril de 2005, Aline realizou a gravação do disco em DVD na Via Show, que também é disco de diamante. Entre 2005 e 2008 lançou vários discos, incluindo Caminho de Milagres, vencedor do Grammy Latino em seu ano.

### 2006-2009: Prêmio Arpa, Dove Awards, Refréscate, Maracanãzinho
Em 2006 foi indicada ao Arpa, prêmio atribuído pela Academia Nacional de Música e Artes Cristãs do México (ANMAC) com a categoria de "Melhor Álbum Infantil" com o Fiesta en el jardín.
Em 2008 foi indicada ao GMA Dove Awards na categoria de "Melhor Álbum em Língua Espanhola" com o disco Refrescante! e em 2009 venceu o Brazilian International Press Award na categoria de "Melhor Show Gospel Brasileiro na Categoria Arte, Cultura e Comunidade".
No dia 7 de junho de 2008, com um público de dez mil pessoas no Maracanãzinho gravou o DVD com as canções de Caminho de Milagres, dirigido por Marina de Oliveira. O disco foi indicado ao Troféu Talento 2009, mas curiosamente perdeu para Ao Vivo no Maracanãzinho do Trazendo a Arca, gravado no mesmo local semanas anteriores no mês de maio.
No ano seguinte, Aline Barros lançou o DVD Aline Barros na Estrada, que trouxe os bastidores de sua turnê Caminho de Milagres e um pouco dos seus vinte anos de carreira.

### 2011-2014: Extraordinário Amor de Deus, Aline Barros e Cia 3, 20 Anos, Graça, Tim Tim Por Tim-Tim
Após um longo tempo gravando seus álbuns de carreira ao vivo, em janeiro de 2011 foi lançado Extraordinário Amor de Deus, gravado em estúdio. A obra vendeu cinquenta mil cópias em um dia. Hoje, esse número é superior à trezentas mil cópias, fazendo que fosse o segundo disco de Aline a ser certificado com um disco de diamante pela ABPD. O álbum trouxe várias composições de Jamba, Davi Fernandes e principalmente de Anderson Freire, incluindo "Ressuscita-me", escolhida como a música de trabalho do disco, indicada a Melhor música no Troféu Promessas em 2011. Ainda, no mesmo ano Aline lançou o disco Aline Barros & Cia vol. 3 e obteve mais uma vitória no Grammy Latino. Apesar do grande favoritismo no Troféu Promessas, Aline perdeu nas categorias Melhor música para "Sou Humano" de Bruna Karla e Melhor CD para Diamante de Damares, vencendo unicamente na categoria Melhor cantora.
Em 17 de janeiro de 2012, com a produção da AB Records e a distribuição da Sony Music foi gravado em Paulínia o DVD Aline Barros 20 Anos. Dirigido por Bruno Murtinho, a gravação trouxe participações especiais de Michael W. Smith, Abraham Laboriel e Tom Brooks. Pessoas de toda as regiões do Brasil compareceram ao evento, que reuniu cerca de duas mil pessoas.
Em novembro de 2013, a cantora lançou Graça, com a produção musical de Ruben di Souza e canções escritas por Anderson Freire, Pastor Lucas & Josué Godói, Gislaine & Mylena, do cantor Fernandinho e quatro versões de canções internacionais, além de músicas de Aline em parceria com Fernandinho e Anderson Freire. O álbum recebeu críticas mistas, mas rendeu a Aline seu 6º Grammy Latino. Algumas críticas apontam que a música "O Fogo Não Descansa (Fire Never Sleeps)" é a música mais desnecessária do disco, por causa da ousadia na interpretação de Aline, considerando-a então, a pior faixa do CD.
No início de 2014, Aline preparava dois novos CDs, um em espanhol e outro em inglês, sendo gravado nos Estados Unidos, os álbuns contém a produção musical do produtor Tom Brooks.[carece de fontes?]. Mais tarde, a artista lançou o disco infantil Tim-Tim Por Tim-Tim.

### 2015-2017: Vivo Estás, Extraordinária Graça, Acenda a Sua Luz, Saída da MK, Contrato com a Sony, Em Defesa de Cristo
Em fevereiro de 2015, a cantora lançou com a AB Records em parceria com a Sony Music Brasil o disco Vivo Estás, quinto trabalho solo totalmente em espanhol. No dia 13 de junho de 2015, gravou o DVD Extraordinária Graça no HSBC Arena para um público estimado em 10 mil pessoas de vários estados brasileiros.
Lançou o álbum intitulado Acenda a Sua Luz no dia 23 de janeiro de 2017, sendo esse o último pela gravadora MK Music. Em julho do mesmo ano a cantora anunciou sua saída da gravadora, na qual passou 13 anos sendo parte do cast de artistas, assim passando a ser contratada exclusiva pela Sony Music.
No mesmo mês de contrato pela Sony Music a cantora lança o single "Creio em Ti" pela gravadora, a música é tema do filme "Em defesa de Cristo" em pouco menos de um mês o clipe da música alcança a marca de 1 milhão de visualizações no canal da cantora no YouTube.

### 2018-2020: ImaginAline, Viva, Álbum em inglês, Reino, Redención.
Em 2018 Aline lançou dois álbuns pela Sony, o primeiro álbum foi ImaginAline, um álbum infantil que foi muito bem recebido gerando sucessos como Sr.Antônimo, Cheio de Alegria, A Festa Vai Começar, entre outros.
Em Dezembro do mesmo ano foi lançado o álbum Viva, com 7 faixas destacando-se Eternidade, primeiro single do álbum, e Redenção.
Em fevereiro de 2019 Aline lança seu primeiro álbum em inglês, Alive, com 10 faixas sendo um feat com Israel Houghton da música "Your Presence is Heaven to Me", e "Use My Life" versão em inglês do sucesso "Sonda-me Usa-me".
Em julho do mesmo ano Aline Barros lança o segundo álbum pela Sony Music, o álbum Reino assim como Viva contém 7 faixa sendo a principal "Autor da Vida" que foi bem recebida. O álbum ganhou o Grammy Latino de Melhor Álbum de Música Cristã de língua portuguesa, sendo seu 8° Grammy Latino, se tornando a cantora brasileira com mais Grammy Latino dividindo a posição com Maria Rita.
No começo de 2020, Aline lança em parceria com a Deezer, o EP Deezer Session com 4 faixas, sendo duas da Comunidade Evangélica da Vila da Penha.
Em  setembro de 2020 Aline lança seu novo álbum de língua espanhola pela Sony Music, Redención, com 7 faixas tendo versões em espanhol das músicas do álbum Viva e Reino, além da versão em espanhol da música "Surrounded (Fight My Battles)", o álbum teve participação de diversos artistas como Christine D' Clario, Miel San Marcos, Barak, Marcos Yaroide e Lucia Parker. O álbum foi indicada ao Grammy Latino de Melhor Álbum de Música Cristã de língua espanhola.
Em dezembro do mesmo ano Aline em parceria com Lukas Agustinho lança a versão em português de The Blessing, intitulada "A Bênção", apesar de não ser a versão mais popular, o single teve êxito no mercado gospel.

### 2021-2024: Minha Oração, EP com a Amazon, projeto 30 anos
Em setembro de 2021 Aline lança "Imensurável" primeiro single do álbum Minha Oração, o álbum foi sucesso no meio gospel e secular. Em 2023 os singles "Imensurável" e "Jeová Jireh" receberam certificados de Ouro, e em 2024 o álbum foi certificado como Ouro juntamente com Jeová Jireh que recebeu certificado de Diamante, Imensurável que recebeu de Platina e Refinador (Refiner) que recebeu certificado de Ouro. Aline é a primeira cantora gospel a produzir curta-metragem, os curtas foram lançados depois do álbum.
A Amazon Music convidou a Aline Barros para produzir o EP "Sucessos Gospel (Amazon Original)", contendo 9 Clipes lançados no YouTube e 3 músicas para as plataformas digitais.
Em março de 2022 Aline Barros, Fernanda Brum e Eyshila unem forças para interpretar a canção "Ele Se Move", a canção terminou o ano como a décima principal canção gospel do ano pelo Spotify.
Em junho do mesmo ano, Aline inicia o projeto 30 anos com o single "Guarda Tua Fé" gravado em Los Angeles, lançado em março de 2023, "30 Anos (Vol 1)" foi indicado ao Grammy Latino de Melhor Álbum de Música Cristã (língua portuguesa), e foi gravado em várias localidades como Lençóis Maranhenses, Portugal, Paris, Suíça e Mojave Desert.
Em agosto de 2023 foi lançada o álbum "30 Anos Na Casa" com 19 músicas do ministério da cantora (com 4 medleys).
Com o intuito de se aproximar mais do público espanhol, Aline lança a versão em espanhol de "Jeová Jireh" pela Integrity Media, no final do ano, Aline lança a música "O Nazareno" versão em português de "El Nazareno", e no começo de 2024 lança "Declaro a Cristo" versão em espanhol da canção "I Speak Jesus".

### 2024-Atualmente: Firme Fundamento, Projeto infantil ao vivo
Em Julho de 2024 Aline lança "Vem Fluir" versão em português da canção "Fall Like Rain", no mês seguinte ela lança o single "O Rei Está Voltando" e confirma o lançamento de seu próximo álbum, lançado dia 19 de setembro, "Firme Fundamento" contém 9 faixas sendo uma delas uma faixa bônus, que era a regravação de "Tudo é Diferente" do álbum "Som de Adoradores", o álbum foi lançado acompanhado com o clipe de "1 Coríntios 13", e foi o primeiro álbum da cantora a ter uma capa conceitual.
No dia 1 de outubro Aline lança pela ONErpm ImaginAline - Um Viagem no Tempo, e comemoração aos 30 anos de carreira e aos 25 anos de projeto infantil, o álbum contém a versão da cantora da música "Bondade de Deus" junto com sua filha Maria Catherine.
Dando início ao seu projeto retrô — Álbum Aline Retrô, no dia 11 de abril de 2025, lançou o single "Ele é exaltado (He Is Exalted)" nas plataformas digitais, bem como seu playback e o clipe do mesmo.
Em 8 de maio do mesmo ano, lançou o segundo single do álbum, a releitura de "Pra Sempre (Forever)" nas plataformas digitais, bem como seu playback e o clipe do mesmo no dia seguinte.

### Escritora
Em 2001, Aline publicou seu primeiro livro, intitulado Reflexões de Paz. Já em 2004, Aline e seu marido, o ex-jogador de futebol Gilmar Santos, lançaram o livro para casais Muito Mais que um Sonho. Depois de cinco anos, em 2009, Aline lançou mais outro livro para casais intitulado O Poder da Esposa que Ora (sendo um audiolivro), da autora Stormie Omartian.
No mesmo ano, Aline lançou o disco instrumental para crianças recém-nascidas Aline Barros para Bebês. Depois, em 2010, ela lançou o livro Fé e Paixão.
Em dezembro de 2015, Aline anunciou seu novo livro intitulado de Graça Extraordinária.

### Jurada
No final de 2021, Aline foi anunciada como uma das juradas do programa de talent show Dom Reality, considerado o primeiro reality gospel do Brasil e que começara a ser exibido a partir do dia 13 de fevereiro de 2022, através do canal oficial da EAD Unicesumar.

## Discografia
- 1995: Sem Limites
- 1997: Voz do Coração
- 2000: O Poder do Teu Amor
- 2003: Fruto de Amor
- 2004: Som de Adoradores
- 2007: Caminho de Milagres
- 2011: Extraordinário Amor de Deus
- 2013: Graça
- 2017: Acenda a Sua Luz
- 2018: Viva
- 2019: Reino
- 2022: Minha Oração
- 2024: Firme Fundamento
- 2024: Tudo Sobre Ele
- 2025: Aline Retrô

## Livros
- 2001 – Reflexões de Paz
- 2003 – Muito mais que um Sonho
- 2009 – O Poder da esposa que Ora (Audiobook)
- 2009 – Álbum do Bebê
- 2010 – Fé e Paixão
- 2011 – Bíblia: Minhas Histórias Favoritas (Infantil)
- 2015 – Graça Extraordinária
- 2022 – As mais lindas histórias da Bíblia (Infantil)

## Turnês
- 2004 a 2006 – Som de Adoradores Tour
- 2007 a 2010 – Caminho de Milagres Tour
- 2009 – Norte / Nordeste
- 2011 a 2012 – Extraordinário Amor de Deus Tour
- 2013 – USA Tour
- 2013 a 2014 - Tour 20 Anos
- 2014 – Graça Tour
- 2015 – Tour Aline & Cia (Infantil)
- 2024 – ImaginAline - Uma Viagem no Tempo (Infantil)